# Smithsonian Center for Folklife and Cultural Heritage
Das Center for Folklife & Cultural Heritage (CFCH) ist eins von drei kulturellen Zentren innerhalb des Smithsonian Institution. Mit dem Motto „Kultur von, durch und für die Menschen“ ist seine ausdrückliche Rolle die eines Verwalters und Botschafters des kulturellen Erbes der Menschheit weltweit. Das Zentrum bewirkt dies durch die Förderung von wissenschaftlichen Untersuchungen, Bildungsprogrammen und Engagement in einheimischen Gemeinden. Das CFCH unterscheidet sich in gewisser Hinsicht von der Mehrzahl der Museen innerhalb des Smithsonians. Obwohl es die numerisch größte Sammlung im Smithsonian enthält, ist das Zentrum nicht der breiten Öffentlichkeit zugänglich. Sein finanzieller Haushaltsplan kommt überwiegend aus Zuwendungen, Treuhandfonds und Stiftungen; nur ein kleiner Teil kommt aus den Smithsonian-Haushaltsgeldern selbst.
Das Zentrum besteht aus drei Produktionsbereichen. Mitarbeiter im Folklife Zentrum planen und veranstalten alljährlich das Smithsonian Folklife Festival. Eine weitere Gruppe, das Smithsonian Folkways ist ein gemeinnütziges Musik-Label, das die Förderung und Unterstützung der kulturellen Vielfalt von Soundscapes weltweit betreibt. Als drittes Team der CFCH, das Ralph Rinzler Folklife Archives and Collections verwaltet und archiviert wichtige Sammlungen des Genre Folk. Während das Archiv mit Papieren und weitere Erinnerungsstücken gefüllt ist, wie in Archiven und Museen üblich, weisen die zwei Bereiche auf eine neue Richtung des Zentrums. Mit einer „Verlagerung weg von Objekten und verkrustete Diskurse ... zu einem dynamischen und ökologischen Muster der Nachhaltigkeit“. Anstelle von lediglich eine Sammlung von Objekten aufzubewahren, zielt sowohl das Festival als auch das Folkways darauf hin, ausgehend von den Sammlungen Forschung zu betreiben und Erlebnisse für das Publikum zu produzieren.
Der zusammengesetzte Name, Zentrum für Folklife & kulturelles Erbe, verweist auf den fortwährenden Werdegang von Fächern innerhalb des Bereiches Kulturwissenschaft. In verketteter Form dokumentiert der Name die Verschiebung von Volkskunde auf Erhaltung des kulturellen Erbes, die in der Wissenschaft der letzten 15 Jahren vor sich gegangen ist.
Die CFCH ist nur eine von mehreren Bundesbehörden in den Vereinigten Staaten, die ähnliche Aufgaben haben. Das American Folklife Center der Library of Congress begrenzt sich auf Volkskunde der Vereinigten Staaten, im Gegensatz zu dem internationalen Anwendungsbereich der CFCH. Die National Endowment for the Arts, ebenfalls mit Sitz in Washington, D.C., bietet Unterstützung und Finanzierung sowohl für neue als auch für etablierte Kunstmedien. Als solches kann es Überschneidungen mit aktuellen künstlerischen Programmen am National Mall jeden Sommer während des Smithsonian Folklife Festivals kommen. Der National Park Service hat als Ziele die Erhaltung von historischen Stätten und Landschaften. In Zusammenarbeit zwischen dem CFCH und dem National Park Service sichern sie gemeinsam die kulturelle Nachhaltigkeit von materiellen und natürlichen Ressourcen.
Zum Bestand des Instituts gehört auch die Moses and Frances Asch Collection welche 2015 von der UNESCO zum Weltdokumentenerbe erklärt wurde.